# Берёзовая Поляна (Чувашия)
Берёзовая Поля́на (чув. Березовая Поляна; официально — Березовая Поляна) — посёлок в Алатырском районе Чувашской Республики. Входит в состав Междуреченского сельского поселения.

## Географическое положение
Посёлок расположен в 40 км к северу от районного центра — города Алатырь, расположен на правом берегу реки Сура. Расстояние до Чебоксар — 190 км.

## История
Посёлок был образован к 1927 году, первоначальное население — 20 семей — выходцы из села Сурский Майдан, русские. В 1931 году образован колхоз «1-е Мая». С 1930 по 1950 год в посёлке действовал колхоз «Организатор». В 1935—1938 годах и собственно посёлок назывался Организатор. Занятия населения — сельское хозяйство, а также вязка плотов, заготовка и вывоз древесины. Существовали начальная школа, сельский клуб, медицинский пункт. После слияния колхоза с Сурмайданским колхозом имени Жданова в 1950-х годах посёлок начал пустеть.

По состоянию на 1 мая 1981 года посёлок — в составе колхоза им. Жданова:79.

### Административная принадлежность
До 1927 года посёлок относился к Алатырской волости Алатырского уезда, с 1927 по 1935 год — к Сурско-Майданскому сельсовету Алатырского района. С 1935 по 1956 год входил в состав Кувакинского района. После его упразднения вернулся в Алатырский район, находясь в том же сельсовете до 2004 года:129.

## Население
| 2010 | 2012 |
| ---- | ---- |
| 0    | ↗8   |

Число дворов и жителей:
- 1926 — 20 дворов, 57 мужчин, 48 женщин.
- 1939 — 74 мужчины, 84 женщины.
- 1979 — 17 мужчин, 34 женщины.
- 2002 — 6 дворов, 7 человек: 2 мужчины, 5 женщин; из них 6 русских[7].
- 2010 — постоянных жителей нет[2].